# Établissements René Neymann
Établissements René Neymann ist ein 1850 von Salomon Neymann gegründetes französisches Familienunternehmen aus Wasselonne (Département Bas-Rhin), das Matze herstellt, darin das älteste Unternehmen in Frankreich. Matzen, ein ungesäuerter Fladen, werden von religiösen und gleichermaßen wegen der Tradition von nicht-religiösen Juden unabhängig von ihrem Herkunftsland an Pessach zur Erinnerung an den biblisch überlieferten Auszug der Israeliten aus Ägypten verzehrt. 
Seit 1970 hat das Unternehmen sein Angebot um biologische Produkte und auf eine ernährungsbewusste Kundschaft erweitert. Derzeit wird es in mehreren Unternehmensverzeichnissen geführt, die die Verpflichtung zur biologischen Produktion berücksichtigen.
Matzen werden von zwei Elsässer Firmen hergestellt, René Neymann in Wasselonne und Paul Heumann in Soultz-sous-Forêts. Darüber hinaus gibt es einen Hersteller in Paris. Seit 1976 wird Neymann in der Rechtsform S.A.R.L. geführt.

## Unternehmensgeschichte

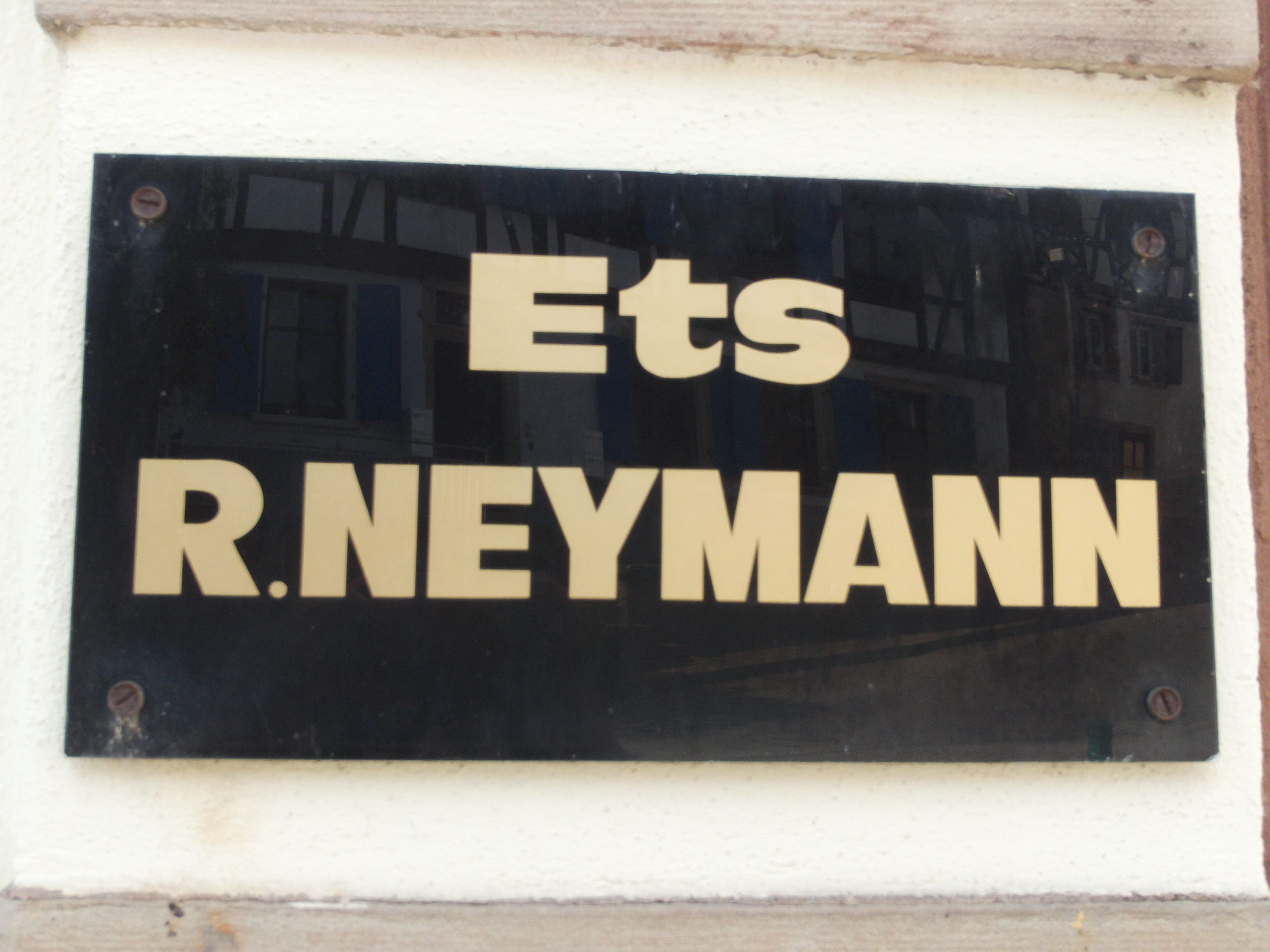
Schild der Etablissements René Neymann an der Fabrik

Im Jahre 1870 zog das Unternehmen nach Wasselonne. Unter Benoit Neymann gewann die Firma an Renommee. Bis 1930 blieb die Produktion von ungesäuertem Brot religiösen Zwecken vorbehalten. Das Unternehmen überlebte, trotz einer Unterbrechung im Zweiten Weltkrieg, beide Weltkriege. Damals wurden auch die Geräte gestohlen, später aber wiedererlangt. 1948 wurde die Produktion dank René Neymann wiederaufgenommen.
Ab den 1960er Jahren gewannen sowohl Zwiebackindustrie als auch die Ernährungslehre an Bedeutung, und damit stiegen auch die Umsätze von Ets René Neymann. In diesem Jahrzehnt wurde das Unternehmen modernisiert und die Produktion industrialisiert, um der steigenden Nachfrage gerecht zu werden. 1970 öffnete das Unternehmen sein Angebot in der Breite für eine ernährungsbewusste Kundschaft. Seit 2000 ist in fünfter Generation Jean-Claude Neymann Geschäftsführer, der die Produktpalette diversifiziert und das Exportgeschäft angetrieben hat. Seit 2005 gehen fast zwei Drittel der Produktion in den Export.
Beim gegenwärtig genutzten historischen Fabrikgebäude im Zentrum von Wasselonne handelt es sich um den früheren Sitz von Ostermann, der zwischen den Weltkriegen die Druckerei Rosenfelder beherbergte, und das dann von der Gesellschaft in den 1960er Jahren erworben wurde.

## Entwicklung

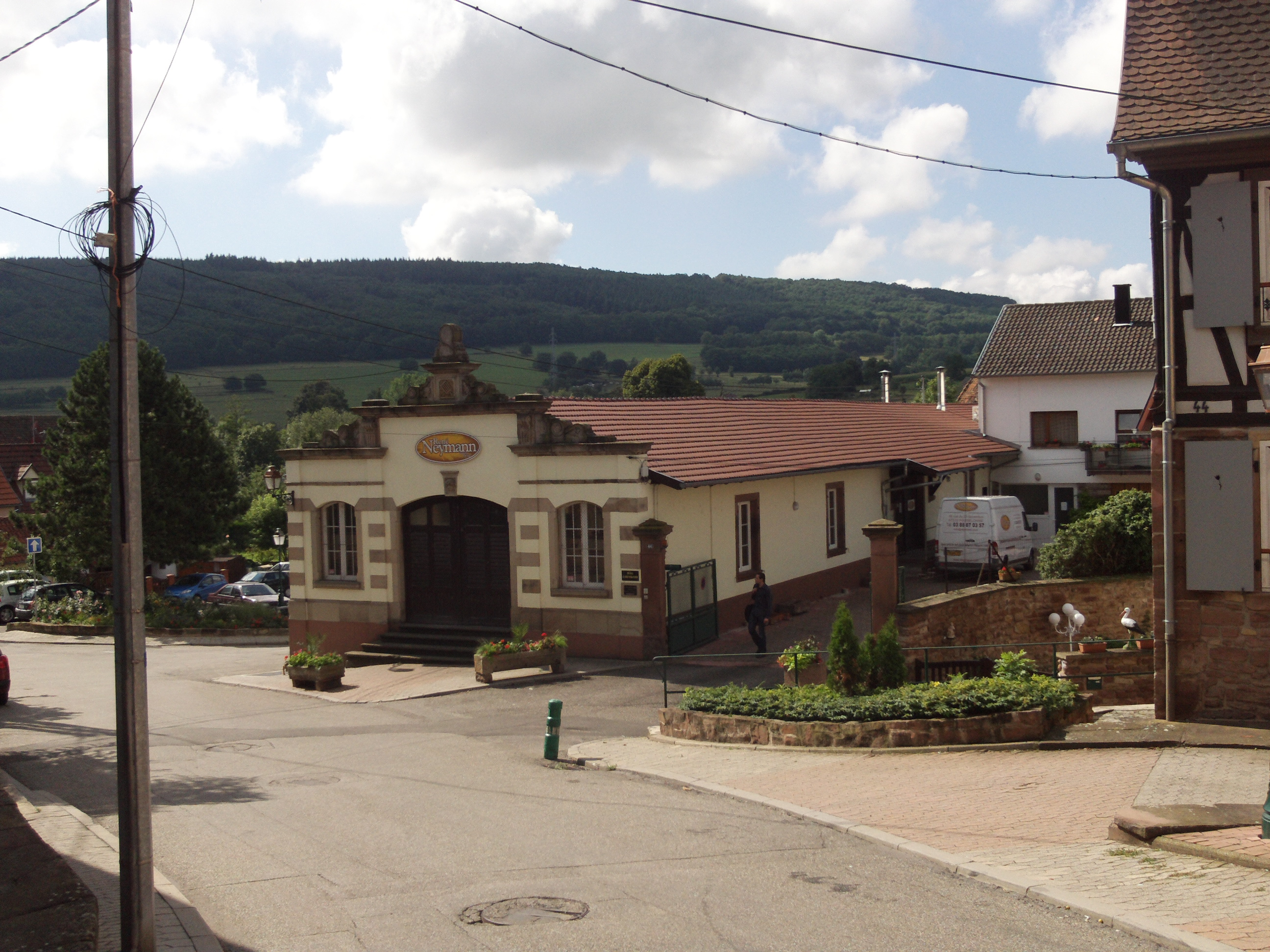
Hauptsitz der Établissements René Neymann in Wasselonne

Das Unternehmen exportiert einen Großteil der Produktion in die Europäische Union, insbesondere nach Italien, Deutschland und in die Niederlande. Darüber hinaus gehen Exporte in die Schweiz, nach Japan oder Russland. Weiterhin hat das Unternehmen seine Bandbreite auf biologische Produkte ausgedehnt und wird derzeit in mehreren Unternehmensverzeichnissen geführt, die die Verpflichtung zur biologischen Produktion berücksichtigen. Die Etablissements René Neymann haben mehrere Delegationen im Ausland begleitet, namentlich 2010 in Japan. Neymann hat auch am Stand des Elsass an der Agrarmesse SIAL in Shanghai im Jahre 2008 teilgenommen.
Es ist anzumerken, dass das Elsässer Unternehmen nicht nach Israel liefert. Laut Neymann ist der israelische Markt bereits von dortigen Unternehmen aufgeteilt, was es schwer macht, dort einzudringen.

## Produkte
Das Standardprodukt an ungesäuertem Brot ohne Zugabe von Zucker, Salz, Fett und Hefe ist das Sanita und wird in Packungen von 200 oder 400 Gramm angeboten. Lediglich zwei Grundstoffe tragen zur Rezeptur bei: Mehl und Wasser. Das Mehl stammt aus Frankreich und Italien. Es werden täglich durchschnittlich drei Tonnen hergestellt, 40000 Fladen in der Stunde.